# 米拉蒙特 (加利福尼亞州)
米拉蒙特（英語：Miramonte）是位於美國加利福尼亞州弗雷斯諾縣的一個非建制地區。該地的面積和人口皆未知。

## 地理
米拉蒙特的座標為36°41′33″N 119°09′08″W / 36.69250°N 119.15222°W，而該地的平均海拔高度為943米（即3094英尺）。